# Ion Corvin (localidad)
Ion Corvin (antiguamente Cuzgun) es una localidad rumana de la comuna homónima, en el condado de Constanța.

## Toponimia
El nombre antiguo del lugar puede encontrarse escrito con las grafías Cuzgun y Kuzgun. Pasó a llamarse Ion Corvin.

## Historia
Hacia comienzos del siglo XX la localidad de Cuzgun, que ya por entonces pertenecía al condado de Constanța, formaba parte de la comuna homónima.
En la segunda mitad del siglo XX la localidad, que cambió su nombre por el de Ion Corvin, seguía perteneciendo a la comuna homónima. En el censo de 2021 la localidad tenía una población de 527 habitantes.